# Jan Romein
Jan Marius Romein (Roterdã, 30 de outubro de 1893 — Amsterdã, 16 de julho de 1962) foi um autor, historiador e jornalista neerlandês. Formado pela Universidade de Leiden, Romein tornou-se popular por seus livros sobre a historiografia marxista e a história dos Países Baixos, alguns dos quais escreveu em colaboração com a esposa, Annie Romein-Verschoor. Em 1946, enquanto trabalhava na seção editorial do jornal Het Parool, escreveu um artigo sobre os manuscritos de Anne Frank, atraindo atenção de editoras para que fossem posteriormente publicados sob o título Diário de Anne Frank (1947).